# Octavio Montiquín
Octavio Montiquín fue un futbolista argentino. Se desempeñaba como defensor y su debut fue vistiendo la casaca de Rosario Central.

## Carrera
En su primer torneo logró un título, al participar en la Copa Estímulo 1922; formó pareja de marcadores centrales con Florencio Sarasíbar, jugador que ya se había erigido como referente entre los auriazules. En la temporada siguiente su participación fue escasa, pero aun así se coronó en la Copa Nicasio Vila 1923; entre 1924 y 1925 fue el habitual titular todavía acompañando a Sarasíbar. Totalizó 36 partidos defendiendo la casaca canalla.

## Clubes
| Club            | País      | Año       |
| --------------- | --------- | --------- |
| Rosario Central | Argentina | 1922-1925 |

## Palmarés
| Equipo          | Liga     | País      | Título            | Año  |
| --------------- | -------- | --------- | ----------------- | ---- |
| Rosario Central | Rosarina | Argentina | Copa Estímulo     | 1922 |
| Rosario Central | Rosarina | Argentina | Copa Nicasio Vila | 1923 |